# Прильё, Эдуард
Эдуард Прильё (Édouard Ernest Prillieux; 11 января 1829, Париж — 7 октября 1915) — французский ботаник и миколог.
Профессор ботаники в Агрономическом институте в Париже. Занимался, в частности, исследованием орхидей, болезнями сельскохозяйственных растений и др.

## Сочинения
- «Sur la structure des bulbes des Ophrydées» (с 3 табл., П., 1865),
- «Études sur la formation et le dévéloppement de quelques galles» (с 3 табл., П., 1877),
- «La maladie vermiculaire des Jacinthes» (П., 1881),
- «La purridie des vignes» (П., 1883),
- «Maladies des plantes agricoles» (2 т., П., 1895—1897) и др.

## Эпонимы
Вид растений семейства Saxifragaceae Rodgersia prillieuxii H.Lév.